# Université d'État de Feira de Santana
L'université d'État de Feira de Santana (en portugais : Universidade Estadual de Feira de Santana ou UEFS) est une université publique de la ville de Feira de Santana, à Bahia, au Brésil.